# عشاق کنار دریای دوشیزه چاقالو
عشاق کنار دریای خانم چاقالو (انگلیسی: Miss Fatty's Seaside Lovers) فیلمی کوتاه به کارگردانی راسکو آرباکل محصول سال ۱۹۱۵ کشور ایالات متحده آمریکا است.

## بازیگران
- راسکو آرباکل
- جو بوردو
- ادگار کندی
- هارولد لوید
- بیلی گیلبرت
- والاس مک‌دونالد